# Bad Bunny
Benito Antonio Martínez Ocasio (španělsky: [beˈnito anˈtonjo maɾˈtines oˈkasjo]; * 10. března 1994), známý pod uměleckým jménem Bad Bunny, je portorikánský rapper, zpěvák, herec a hudební producent. Bad Bunny, přezdívaný „král latinského trapu“, je považován za osobu, která pomohla španělskojazyčné rapové hudbě dosáhnout mainstreamové popularity na světovém trhu, a je považován za jednoho z nejlepších latinských rapperů všech dob.

## Životopis
Bad Bunny se narodil a vyrůstal ve Vega Baja v Portoriku a proslavil se v roce 2016 svou písní „Soy Peor“, díky které podepsal nahrávací smlouvu s vydavatelstvím Hear This Music. Popularitu si udržel i dalšími písněmi, jako například společným singlem s Cardi B a J Balvinem „I Like It“, který se umístil na prvním místě žebříčku Billboard Hot 100, nebo singlem „Mía“ (feat. Drake), který se dostal do první desítky.
Bad Bunnyho debutové studiové album X 100pre (2018) se umístilo na 10. místě americké hitparády Billboard 200, zatímco jeho společné album s J Balvinem, Oasis, dosáhlo 9. místa. Jeho druhé sólové album YHLQMDLG (2020) se stalo nejúspěšnějším španělským albem, které se v té době objevilo na žebříčku Billboard 200, a to na druhém místě. Následovalo kompilační album Las que no iban a salir (2020).
Třetí sólové album El Último Tour Del Mundo (2020) se stalo prvním albem v španělském jazyce, které se dostalo na první místo žebříčku Billboard 200, zatímco jeho hlavní singl „Dákiti“ se dostal do první desítky žebříčku Hot 100. Jeho čtvrté sólové album, Un Verano Sin Ti, strávilo 13 týdnů na vrcholu žebříčku Billboard 200, bylo vyhlášeno nejúspěšnějším albem roku a stalo se prvním španělsky zpívaným albem, které bylo nominováno na cenu Grammy za album roku.
Následovala alba Nadie Sabe Lo Que Va a Pasar Mañana (2023) a Debí Tirar Más Fotos (2025), která se umístila na prvním místě žebříčku Billboard 200. Mezi jeho ocenění patří tři ceny Grammy, jedenáct cen Latin Grammy, osm cen Billboard Music Awards a třináct cen Lo Nuestro Awards. V roce 2022 byl časopisem Billboard korunován umělcem roku.
Kromě hudby se věnuje také profesionálnímu wrestlingu. Bad Bunny se poprvé objevil v pořadech WWE v roce 2021 a svůj debut v ringu absolvoval na WrestleManii 37. Je jednorázovým šampionem WWE 24/7 a zápasil na pay-per-view akcích Royal Rumble 2022 a Backlash 2023. Jako herec hrál v několika filmech, jako jsou Bullet Train (2022), Cassandro (2023), Život v hajzlu (2025) a Rivalové 2 (2025).

### Osobní život
V roce 2017, když po vystoupení na koncertě Zion & Lennox večeřel s rodinou v restauraci, se Bad Bunny seznámil s návrhářkou šperků Gabrielou Berlingeriovou. Brzy začali profesionálně spolupracovat, než se jejich vztah stal veřejným. Koncem roku 2022 se rozešly.
V roce 2023 navázal vztah s Kendall Jenner. V září téhož roku spolu nafotili kolekci pro značku Gucci. V září 2024 potvrdili, že spolu ve vztahu již nejsou.

## Diskografie

### Studiová alba
- X 100pre (2018)
- YHLQMDLG (2020)
- El Último Tour Del Mundo (2020)
- Un Verano Sin Ti (2022)
- Nadie Sabe Lo Que Va a Pasar Mañana (2023)
- Debí Tirar Más Fotos (2025)

### Kolaborační alba
- Oasis spolupráce s J Balvinem (2019)

## Filmografie

### Filmy
- Rychle a zběsile 9 (2021)
- Bullet Train (2022)
- Cassandro (2023)
- Život v hajzlu (2025)
- Rivalové 2 (2025)